# LEIWAN
LEIWAN（レイワン）は、日本の女性アイドルグループ。2020年にAIBECKの姉妹ユニットとして活動を開始し、バンドセットを取り入れた迫力あるライブパフォーマンスやロック色の強い楽曲で知られる。COMRIZED RECORDS所属。

## 概要
LEIWANは「令和を代表するアイドルグループになる」という意味を込めて命名され、2020年にデビュー。所属事務所COMRIZEDが手がけるプロジェクトであり、姉妹グループであるAIBECK、およびEMPATHYとは共演ライブなどで親和性が高い。

## メンバー

### 現在のメンバー（2023年7月以降）
- 澪・モンスター（みお・モンスター） - リーダー。圧のあるボーカルとパフォーマンスでグループを牽引。
- 卯月彩華（うづき・あやか） - クールなビジュアルと表現力で人気。
- 渋谷龍華（しぶや・りゅうか） - 約500名のオーディションを勝ち抜き、2023年7月に加入[2]。
- あぐりぴこ - 渋谷と同じく2023年7月加入。独特な存在感と親しみやすいキャラが魅力。

## 音楽性とスタイル
LEIWANの音楽はロックを基調としながらも、EDMやアイドルポップの要素を織り交ぜたハイブリッドなスタイルを持つ。ライブはバンドセットで行うこともあり、「心躍るえぐるLIVE」というキャッチコピーを掲げる。

## 略歴
- 2020年 - 結成。COMRIZED主催イベントを中心にライブ活動を展開。
- 2022年6月12日 - 初のワンマンライブ「MY OWN LIFE」開催[4]。
- 2022年8月5日 - 渋谷WWWにてバンドセットライブ[5]。
- 2023年3月 - COMRIZED主催「COMRI FES 2023」に出演。
- 2023年7月 - 新メンバーとして渋谷龍華、あぐりぴこが加入し、5人体制に移行[2]。
- 2025年1月6日 - 「NEW YEAR LEIWAN BAND LIVE 2025」を目黒鹿鳴館で開催[6]。
- 2025年春 - 全国ツアー「ICCHoYATTARUKA TOUR」開催（東京・名古屋・大阪）[7]。

## ディスコグラフィ

### 配信シングル
- YABAI
- これが最後のLIVEになった
- SECRET CODE
- ACHIACHIANCHI
- NANde（2025 Remastered）
- JINSEI
- モガイテ
- IAR
- GEKOKUJO MOUNTAIN
- ブンシャカ（2025 Remastered）
- 事件勃発（2025 Remastered）
- SUKIkirai（2025 Remastered）
- アブラカタブラ（2025 Remastered）
- ライライ（2025 Remastered）
- 激烈破壊光線
- 新牙（2023 Remaster）
- 承認欲求
- スタートライン
- 私がアナタの彼女になったら
- ダイジョウブ
- iyda
- 〇〇アイドル撲滅運動（2025 Remastered）

### アルバム
- 01BEST（配信ベストアルバム、全12曲）

## メディア掲載
- OTOTOY アーティストページ[8]
- TIGET インタビュー記事[1]
- 激ロックによるインタビュー／ライブレポート[3][4][5][6][2]
- Mikiki 特集記事[7]
- ナタリー 音楽ニュース[9]